# Реуцький Михайло Іванович
Миха́йло Іва́нович Реу́цький — старший сержант Збройних Сил України, учасник російсько-української війни, що загинув під час російського вторгнення в Україну, Герой України з удостоєнням ордена «Золота Зірка» (2023, посмертно).

## Життєпис
Михайло Реуцький народився 11 січня 1978 року в селі Старосілля Городнянського району на Чернігівщині. Був активним учасником Революції Гідності. З листопада 2013 року після роботи він постійно їздив на Майдан. В цей час працював у Лук'янівському СІЗО, усе життя військовим. Разом з друзями входив до складу Святошинської самооборони. У 2014 році на першій хвилі призову добровольцем пішов служити в батальйон «Київська Русь». 
У складі АТО прослужив 4 роки, пройшов гарячими точками: на першій лінії на горі Карачун, Піски, Авдіївка, Іловайськ, Волноваха, Щастя. Перебував у селі Водяне біля Донецького аеропорту, під час його оборони. Багато разів був поранений, зокрема, в Маріуполі, коли під час бою, на нього впали дроти лінії електропередач, продовжував обстріл та знепритомнів. 
У 2018 році дістав інвалідність через важке поранення в ногу й повернувся до цивільного життя. Відразу після початку повномасштабного вторгнення Росії до України, попри інвалідність, добровільно вступив до лав Збройних Сил України — ніс військову службу в лавах 101-ї окремої бригади охорони Генштабу. Він воював у боях за Київ, потім — за Київську область. 
Після звільнення Київщини, бажаючи брати активну участь у захисті України, разом зі своїми побратимами 19 травня 2022 року перевівся до складу 93-ої окремої механізованої бригади «Холодний Яр». Обіймав посаду заступника командира бойової машини — командира-оператора 2-го механізованого відділення 2-го механізованого взводу 8-ої механізованої роти 3-го механізованого батальйону військової частини А1302. 
Брав участь у звільненні Харківщини — Ізюм та Салтівку. Потім — Бахмут, Соледар і знову Бахмут. Перше поранення він отримав у живіт, вдруге — уламок потрапив у руку й зачепив нерв в місті Соледар: він не міг нормально рухати рукою.
Під час обходження позицій 18 лютого 2023 року потрапив під кулеметний обстріл. Зазнав важкого поранення — уламок зніс пів обличчя та розірвав шию. Очевидно, це була засідка саме на нього, оскільки він особисто завдав великої шкоди особовому складу противника. Він був професійним «ПТУРистом» — оператором протитанкових керованих реактивних снарядів. На його рахунку понад 250 пострілів. Загинув 18 лютого 2023 року в боях за місто Бахмут Бахмутського району на Донеччині. Полеглого поховали 25 лютого 2023 року на Алеї Слави Берковецького цвинтаря у Києві.

## Родина
У загиблого залишилися мама, дружина Наталя, донька Катерина та син Богдан.

## Нагорода
- звання «Герой України» з удостоєнням ордена «Золота Зірка» (8 липня 2023, посмертно) — за особисту мужність і героїзм, виявлені у захисті державного суверенітету та територіальної цілісності України, самовіддане служіння Українському народові[7].

## Вшанування пам'яті
19 вересня 2024 року Київська міська рада підтримала надання безіменному скверові на вулиці М. Котельникова, 26-32, назви парк імені Михайла Реуцького.